# Куратор
Куратор (на латински: curator, от curāre, curo – наглеждам, грижа се за, лекувам) е човек, който наблюдава хода на дадена работа, процес.

## Обща употреба
Днес думата куратор може да се срещне в редица области на човешката дейност:
- куратор (или още тютор) на академична група във ВУЗ – преподавател-наставник (подобно на класен ръководител в средното образование),
- куратор (т.е. наблюдаващ) за определена дейност в организация,
- куриращ (т.е. лекуващ, наблюдаващ) лекар и др.

## В културата
В българския език думата се използва най-често в областта на изкуството. Кураторите на културно наследство са хора, които се грижат за съхраняване, излагане и изучаване на сбирки от образци на културното наследство по музеи, изложения, библиотеки и др.
Кураторът е не просто технически организатор на изложба, музейна експозиция или арт проект, но в известна степен е и съавтор, тъй като именно той определя актуалността дадена тема, активно сътрудничи с авторите, като им помага да осъществят своите идеи и проект – дотолкова, че „общо взето кураторската дейност е принципиално друга форма на авторството в изкуството“.
Сферата на дейност на куратора зависи от мащабността на проекта. Често в големи международни проекти се създава група от куратори, между които се разпределят задълженията. В съвременното изкуство кураторът често е организатор на художествения процес в рамките на конкретен проект. Той създава общата концепция на проекта, разработва стратегията на неговото развитие, събира художници за избраната концепция и осигурява условия за представяне на проекта в определен вид – публикации, изложби, мастер-клас и др.